# Берлинский авиасалон
Берлинский авиасалон — официально с добавлением аббревиатуры ILA (англ. ILA Berlin Air Show) — это Международная авиа- и аэрокосмическая выставка в Берлине (нем. Internationale Luft- und Raumfahrtausstellung Berlin), причисляемая к известным в мире экспозициям. Выставка посвящена демонстрации появляющихся в разных странах мира новинок гражданской и военной авиакосмической техники. Начиная с 2002 года, ILA проводится с двухлетней периодичностью. Основные направления ILA на современном этапе включают различные сегменты: гражданская авиация, космонавтика, оборона и безопасность, беспилотные летательные системы, вертолёты, двигатели и материалы и т. п..

## Ранний этап
Выставка ILA, появившаяся в первом десятилетии XX века, на раннем этапе проходила в трёх городах Германии — Франкфурте-на-Майне, Берлине и Ганновере.
История ILA началась с первой выставки ILA 1909 во Франкфурте-на-Майне, проходившей с 10 июля по 17 октября 1909 года. В течение трёх месяцев внимание к этой выставке привлекали разнообразные авиационные шоу с демонстрацией различных типов летательных аппаратов — аэростатов, дирижаблей, например, фирмы «Цеппелин».
Через три года после первой авиационной выставки её успех решили закрепить в Берлине. С 3 по 14 апреля 1912 года в залах столичного вокзала «ZOO» зрители могли увидеть «Общую авиационную выставку (ALA)» (нем. Allgemeine Luftfahrzeug-Ausstellung), на которой уже самолёты количественно преобладали над дирижаблями.
События Первой мировой войны нарушили планы регулярного проведения авиасалона. Следующая выставка состоялась в Берлине с 7 по 28 октября 1928 года. Но затем последовал почти 30-летний перерыв, связанный с экономическим кризисом, приходом к власти нацистов и Второй мировой войной.
Западная Германия приобрела в 1955 году на основе Парижского соглашения почти полный суверенитет, в том числе и в воздушном пространстве.
С 1957 по 1990 год авиасалоны, сначала только с продукцией ФРГ, проводились в Ганновере на территории аэропорта Лангенхаген в рамках промышленной ярмарки Hannover Messe. К 1978 году возросло активное участие разных стран, и выставка вновь стала международной, вернув себе прежнее название (ILA).
Однако в 1980-е годы возникли проблемы, связанные с перегрузками аэропорта Ганновера и с расширением других выставок — Interkama+, CeBIT — в рамках промышленной ярмарки «Hannover Messe».
|                     |  |                           |  |                    |
| Авиашоу на ILA 1909 |  | Берлинский авиасалон 1928 |  | Ту-144 на ILA 1972 |

## Современное состояние

Логотип ILA, 1992—2008

В 1992 году ILA вновь вернулась в Берлин. Местом проведения выставки стали специальные площадки аэропорта Берлин-Шёнефельд. Со времени падения Берлинской стены усилились тенденции к объединению Европы и заметно расширилось участие разных стран в Берлинском авиасалоне ILA.
На современном этапе организаторами ILA являются: Союз аэрокосмической промышленности Германии (англ. German Aerospace Industries Association) и выставочная компания Messe Berlin GmbH.

### ILA 2002

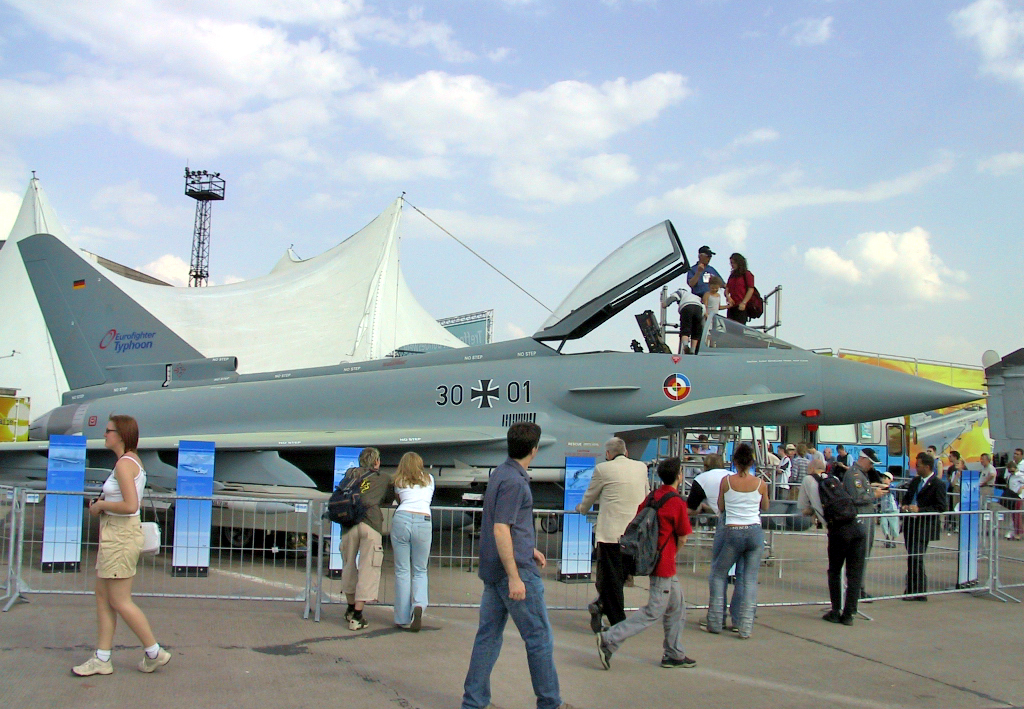
Тайфун на ILA 2002

С 6 по 12 мая проходила ILA 2002 года. Среди новинок были представлены Airbus A320, Airbus A340 и грузовой Airbus Beluga. Россия демонстрировала также самолёт-амфибию — Бе-200. Патруль Сюисс присутствовал на ILA 2002 в качестве гостя.

### ILA 2004

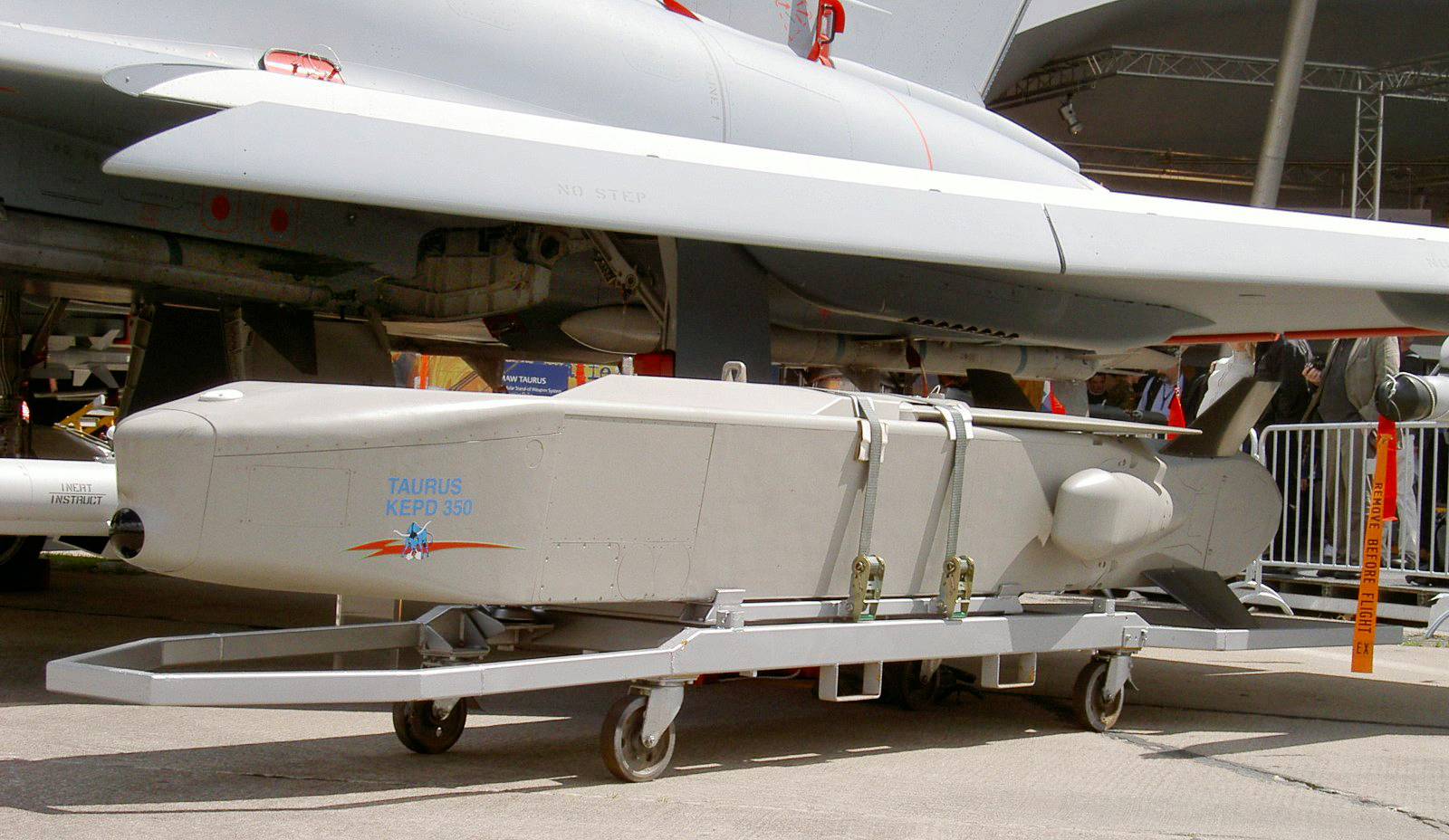
Taurus на ILA 2004

ILA 2004 года, которая проходила с 10 по 16 мая, собрала более 200 тыс. посетителей. Были представлены новые модификации пассажирских, грузовых и военных авиалайнеров Airbus, Airbus Beluga, Lockheed Constellation, Taurus и др..

### ILA 2006

Тигр на ILA 2006

ILA 2006 года проходила с 16 по 21 мая.
В 2006 году была введена концепция страны-партнёра выставки ILA.
Первым партнёром выставки выступила Россия, показавшая в 2006 году новые модели авиалайнеров Ил-76, МиГ и др..
Звездой выставки стал самый большой в мире серийный пассажирский самолёт Airbus A380.

### ILA 2008

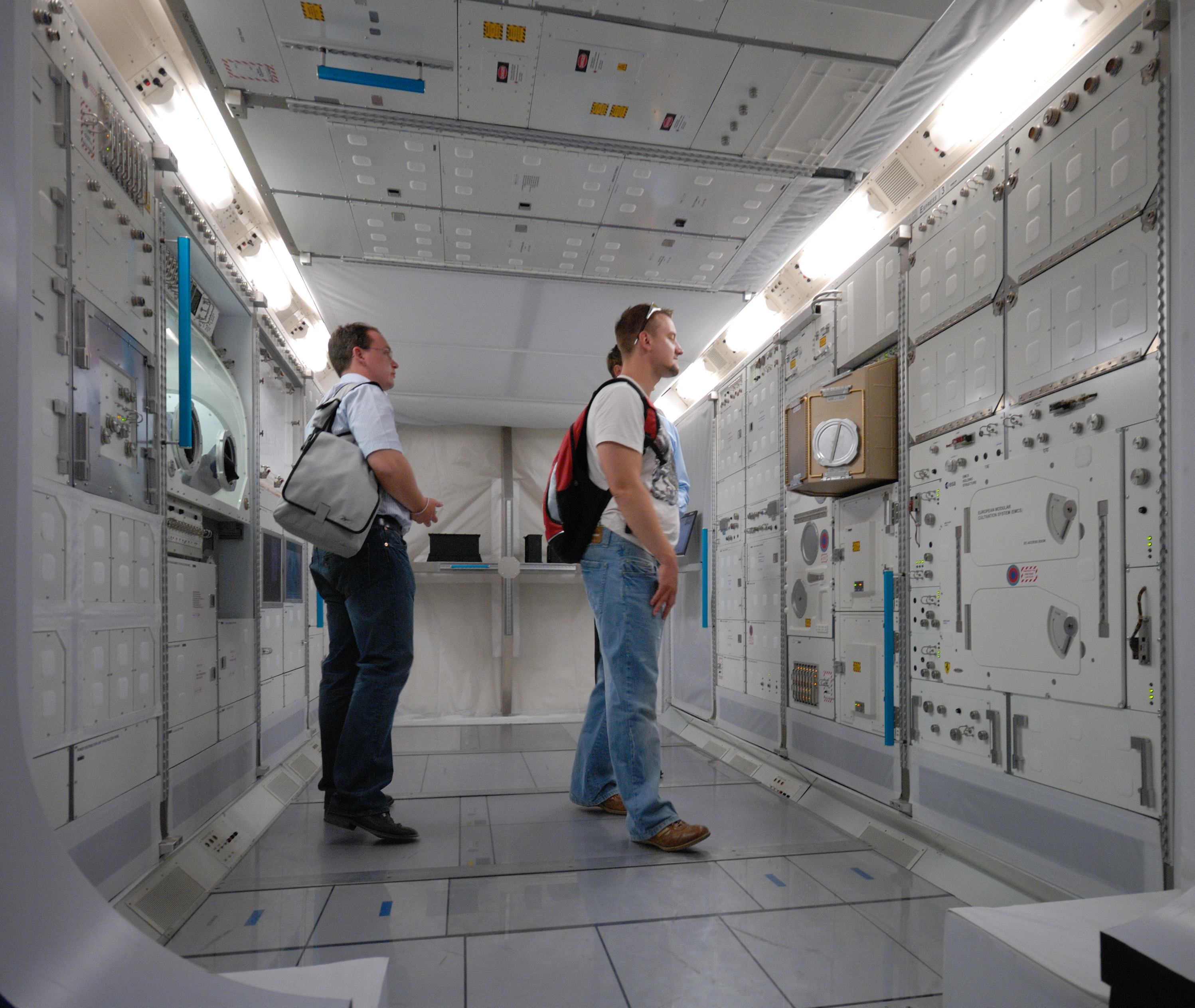
Коламбус (модуль МКС) на ILA 2008

ILA 2008 года проходила с 27 мая по 1 июня в южном сегменте аэродрома «Берлин-Шёнефельд» на участке, выделенном под строительство будущего нового аэропорта Берлин-Бранденбург.
Открывала ILA 2008 канцлер Германии Ангела Меркель. Партнёром выставки и крупнейшим экспонентом была Индия. Экспозиция занимала площадь в 250 тыс. м². Помимо демонстрации новинок гражданской и военной авиакосмической техники важными темами выставки были: приближающееся 100-летие ILA и 60-я годовщина берлинского авиамоста, когда сотни самолетов доставляли в разрушенный войной Западный Берлин продукты питания, топливо и медикаменты. Поэтому на выставке была представлена также авиация довоенных и послевоенных лет.

### ILA 2010

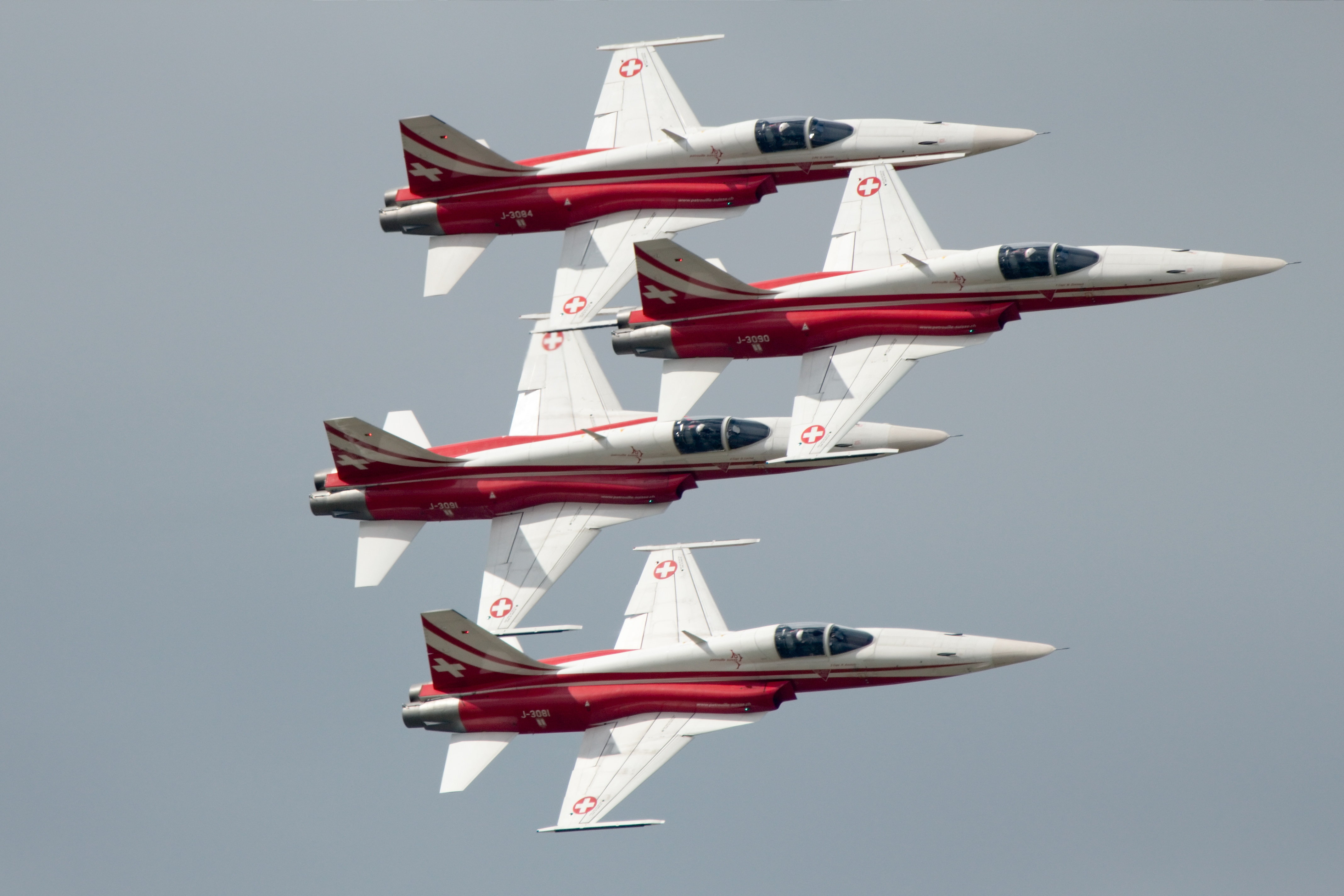
Патруль Сюисс ILA 2010

ILA 2010 года проходила с 8 по 13 июня, партнёром выставки была Швейцария. Об участии экспонентов из 47 стран мира сообщали более четырёх тысяч представителей СМИ из 70 стран.
Рост числа участников и посетителей выставки потребовал расширения экспозиционных площадей. В 2011 году на территории, прилегающей к строящемуся аэродрому Берлин-Бранденбург, состоялась закладка специализированного экспоцентра «Аэропорт».
К 100-летию со времени проведения в немецкой столице первого авиасалона (1912—2012) строительство Берлинского экспоцентра было завершено.
3 июля 2012 года состоялась символическая передача ключа, и новоселье ILA удалось организовать в намеченные сроки.

### ILA 2012

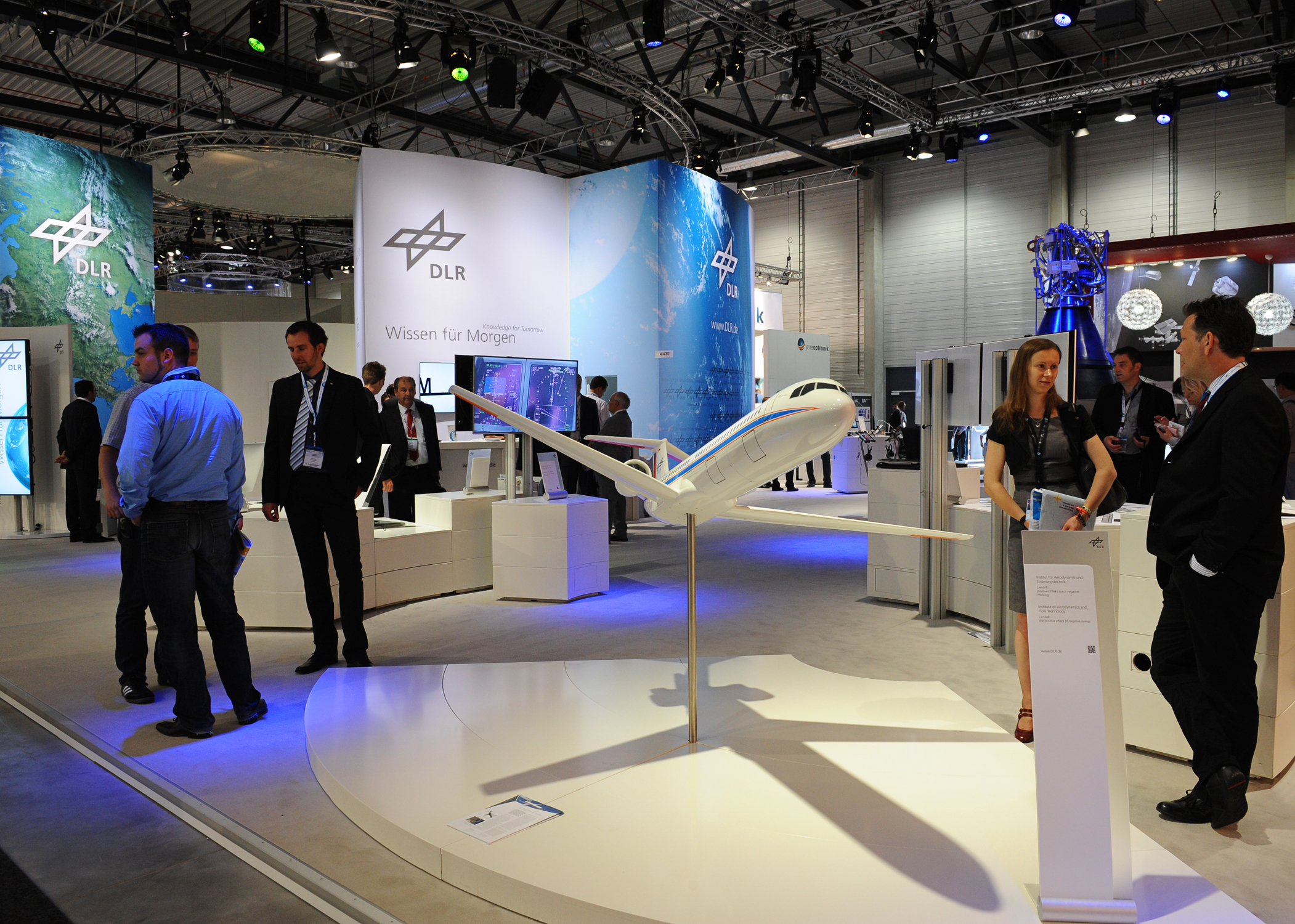
DLR на ILA 2012 в зале экспоцентра «Аэропорт»

ILA 2012 года прошла с 11 по 16 сентября.
Проведение ILA в 2012 году первоначально намечалось на июнь, так как было широко объявлено, что к этому времени откроется новый аэропорт «Берлин-Бранденбург». Однако позднее дату завершения строительства аэропорта несколько раз передвигали.
В торжественном открытии выставки участвовали Ангела Меркель, Вальдемар Павляк — представитель Польши как страны-партнёра ILA 2012 года, Раймунд Хош — руководитель компании, являющейся оператором экспоцентра «Аэропорт» и организатором престижной выставки, в которой на этот раз участвовало 46 стран с общим числом экспонентов 1243. Мероприятия выставки освещали 3600 представителей СМИ из 65 стран мира.
Организаторы ILA 2012 выделили восемь сегментов в работе выставки:
- Коммерческое воздушное сообщение
- Космонавтика
- Оборона и безопасность
- Международный центр поставщиков
- Гражданские и военные вертолёты
- Беспилотная авиация
- Центр профориентации
- Конференции

В павильоне космонавтики, где доминировала тема «Космос для Земли» (англ. Space for Earth), выступил генеральный директор Европейского космического агентства Жан-Жак Дорден
(фр. Jean-Jacques Dordain).
От России в выставке участвовало 57 предприятий, особое внимание профессионалов привлекли: впервые показанный в Берлине истребитель МиГ-35, стенд Роскосмоса и обновлённые модели вертолётов.
Большой интерес как специалистов, так и посетителей вызвали экологически эффективные самолёты (нем. Ökoeffizientes Fliegen).

### ILA 2014

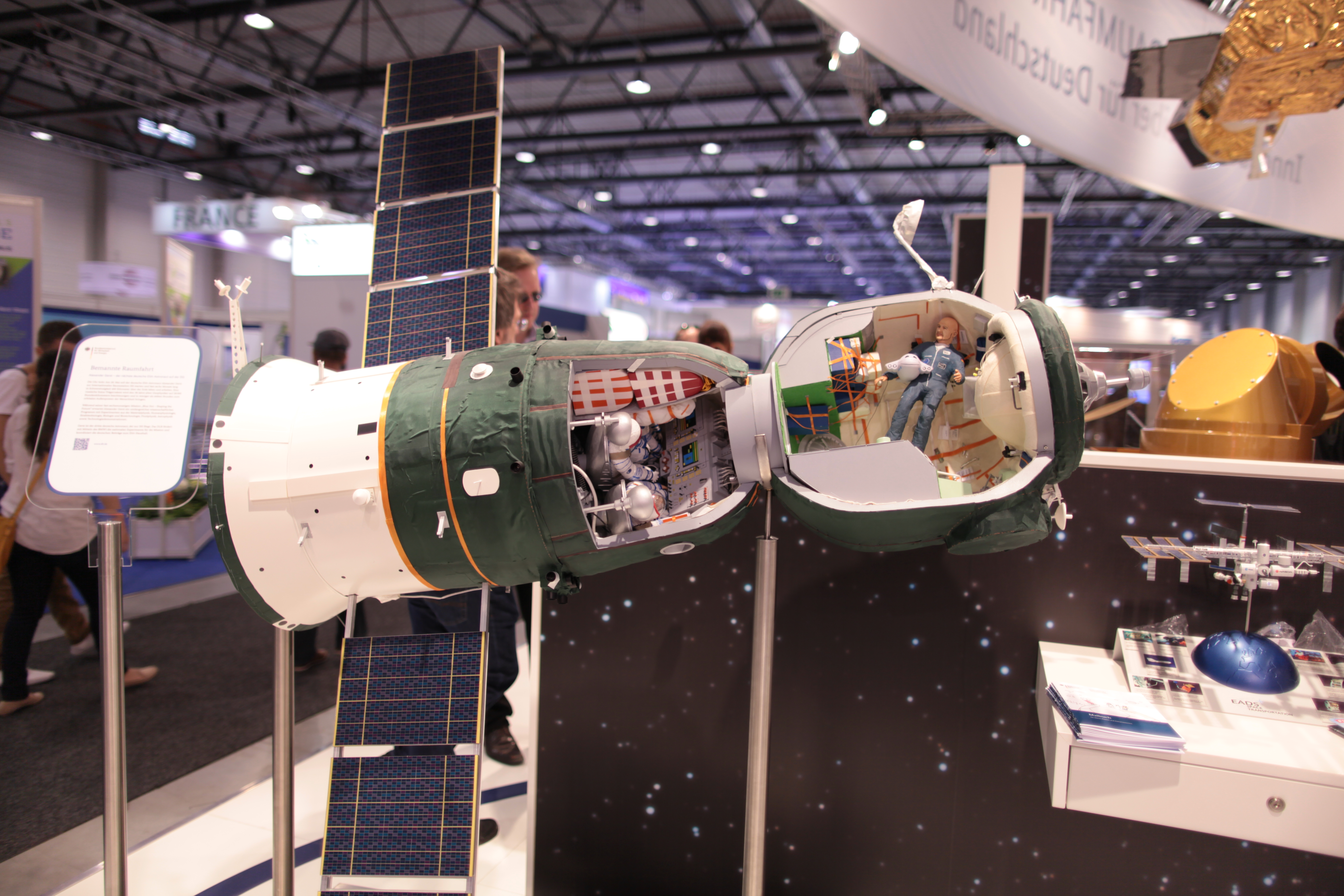
Стенд BMWi на ILA 2014

ILA 2014 года планировали проводить уже в новом аэропорту Берлин-Бранденбург, открытие которого, однако, в очередной раз не состоялось.
Международная авиакосмическая выставка ILA-2014 проходила с 20 по 25 мая в экспоцентре «Аэропорт», но по мнению российских экспертов, запоминающихся новинок показано не было.

### ILA 2016

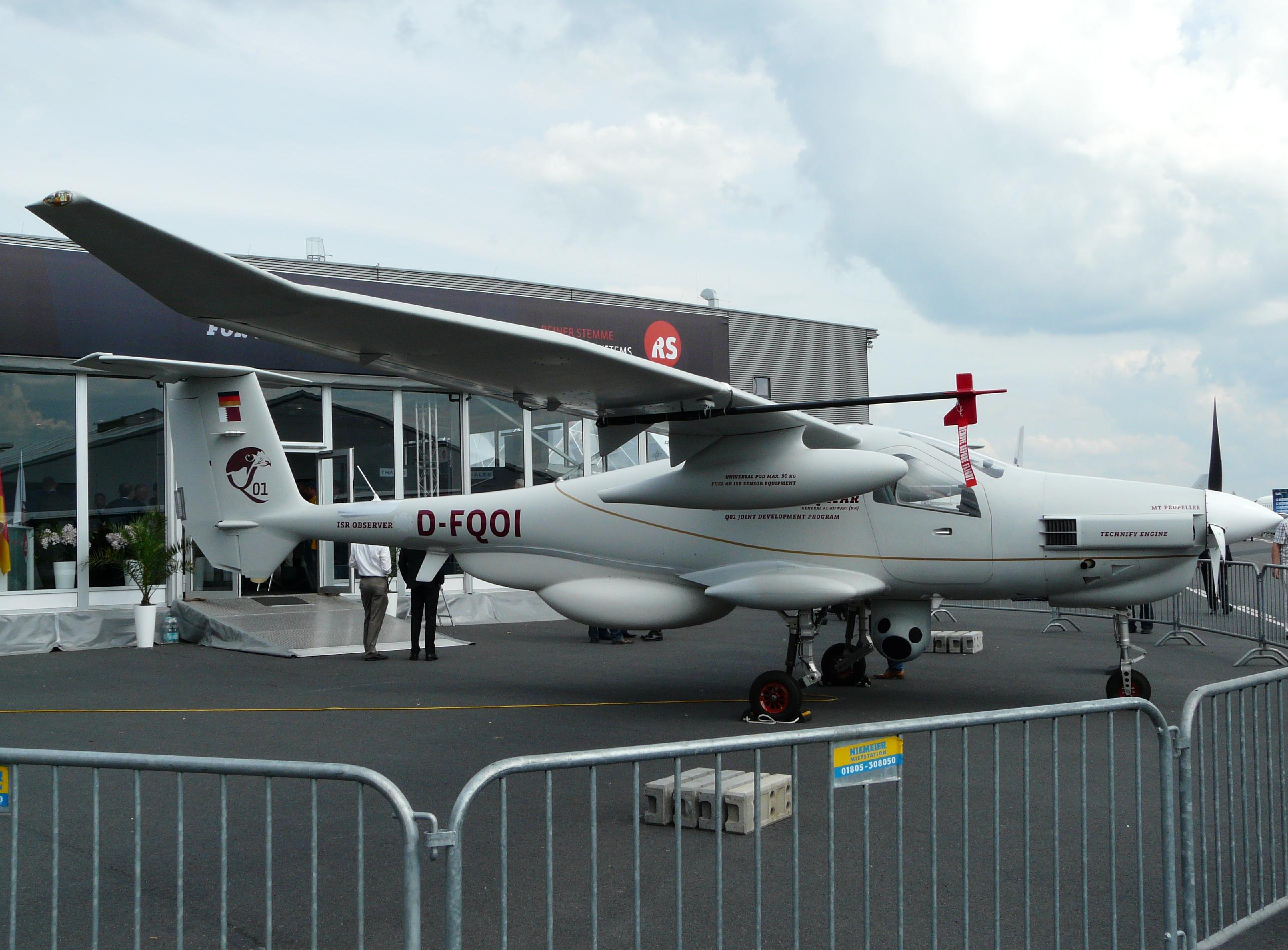
RS-UAS Q01 на ILA 2016

ILA 2016 года планировали проводить с 31 мая по 5 июня, но срок
был сокращен. С 1-го по 4 июня 2016 года на выставке было показано более 200 самолетов, включая различные военные и гражданские беспилотные летательные аппараты.

### ILA 2018

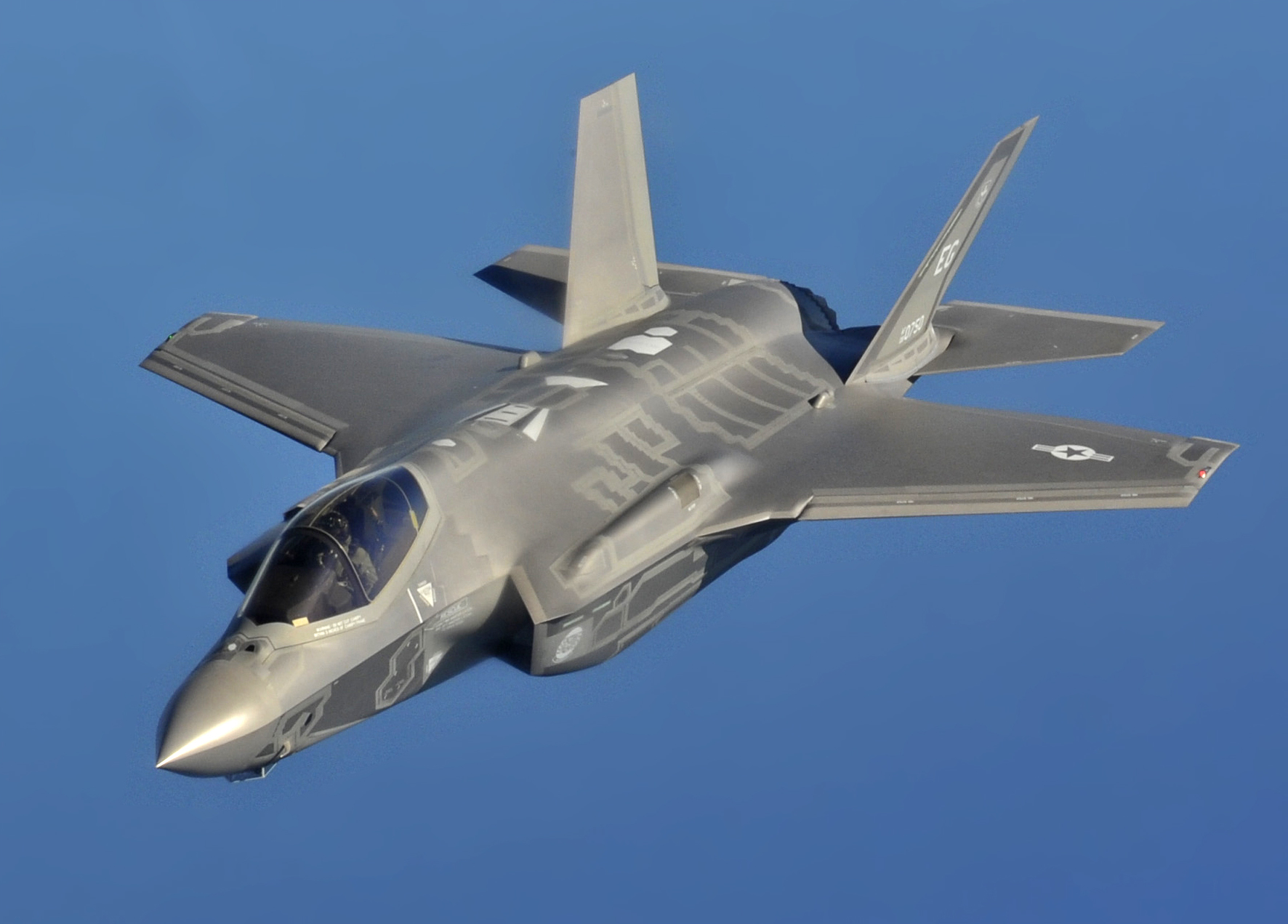
«Молния II» в полёте на ILA 2018

ILA 2018 года, как и было намечено, прошла с 25 по 29 апреля. По официальным данным выставку осмотрели 180 000 посетителей. Среди экспонатов внимание привлекали: испанский «Орлиный Патруль», американский истребитель-бомбардировщик «Молния II», украинский транспортный самолёт «Мрия», японский противолодочный самолёт «Kawasaki P-1» и многие другие.

### ILA 2020
Очередная Международная авиа- и аэрокосмическая выставка ILA по плану  должна была проходить с 13 по 17 мая 2020 года. Однако 18 марта стало известно об официальной отмене авиасалона в 2020 году из-за распространения в мире коронавируса и введения строгих карантинных мер.
С 13 мая по 31 июля 2020 года авиакосмическая промышленность подала первый пример проведения авиасалона в формате ILA Goes Digital. Своё видение будущего в видеороликах, виртуальных кабинах, на онлайн-семинарах представили более 120 международных участников. До 30 000 посетителей подтвердили важность обсуждения актуальной тематики в новых форматах.

### ILA 2022
Решение о проведении ILA с 22 по 26 июня 2022 года было получено от руководства Берлина и Бранденбурга в сентябре 2021 года. Главное внимание авиасалона должно быть сосредоточено на будущем авиакосмической отрасли с ключевыми темами передовых инноваций, новейших технологий и устойчивого развития. Генеральный директор Федеральной ассоциации немецкой аэрокосмической промышленности Фолькер Тум (нем. Volker Thum) отметил важность взаимодополнения цифровых возможностей формата ILA Goes Digital и живого общения участников авиасалона с учётом рамочных условий безопасности в условиях пандемии.

## Раритеты
|                          |  |                             |  |  |
| Путеводитель по ILA 1909 |  | Бокал на память об ILA 1909 |  |  |